# Austvågøya

Austvågøya (en norvégien : « l'île d'Austvåg ») est une île de l'archipel des Lofoten, en Norvège.

## Géographie

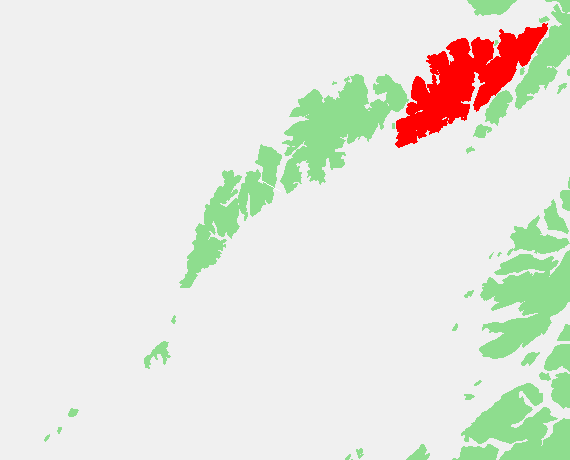
Localisation d'Austvågøya (en rouge) dans l'archipel des Lofoten.

Austvågøya est la plus au nord-est et la plus grande des grandes îles de l'archipel des Lofoten dans le comté de Nordland. Elle est située entre le Vestfjorden et la mer de Norvège. L'île se trouve au sud-ouest et la grande île de Hinnøya au nord-est.
Avec une superficie de 526,7 km2, Austvågøya est la plus grande des îles Lofoten. Elle culmine à 1 148 m d'altitude au sommet du Higravstind, le point culminant de l'archipel. Il s'agit de l'une la plus orientale des Lofoten, l'archipel des Vesterålen étant située plus à l'est.
La majeure partie de l'île fait partie de la municipalité de Vågan, tandis que la partie nord-est appartient à la municipalité de Hadsel. La ville principale de l'île est Svolvær. 
Austvågøya est reliée par la route européenne 10 à l'île voisine de Hinnøya à l'est en utilisant le pont de Raftsund et à l'île de Gimsøya à l'ouest en utilisant le pont de Gimsøystraumen.

## Activités
Austvågøya est populaire parmi les alpinistes. Le célèbre Trollfjord est situé dans la partie orientale de l'île. 

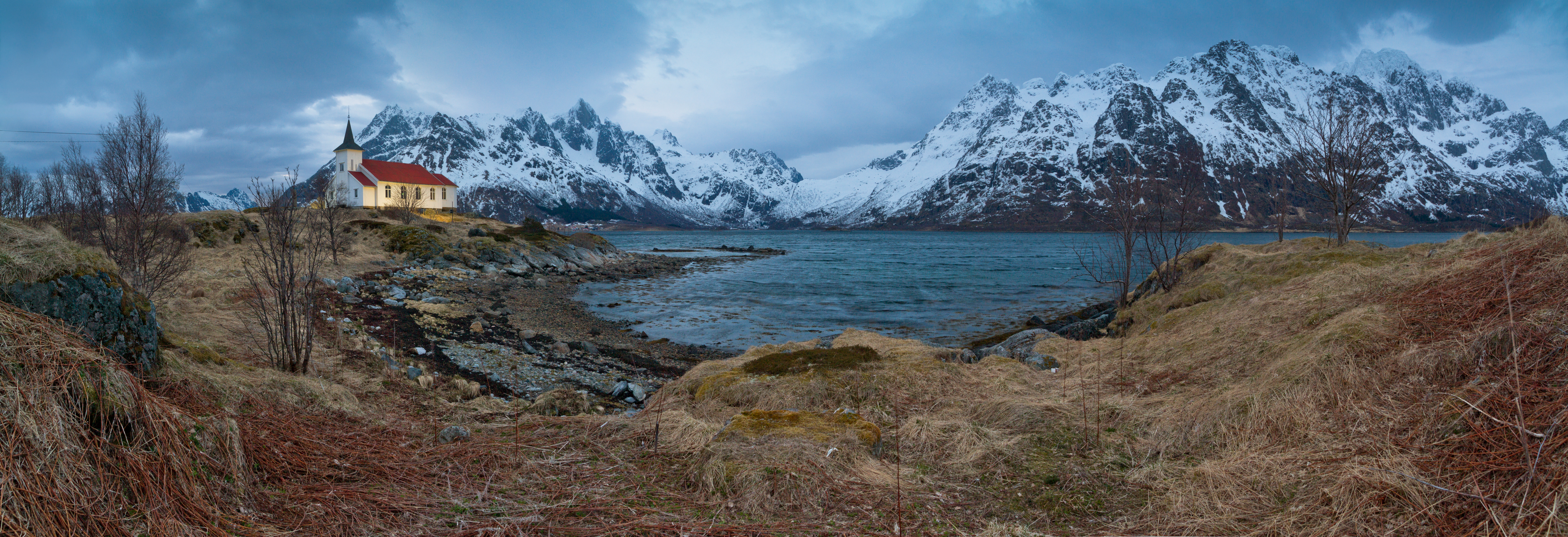
Église de Sildpollnes, juste derrière cette église le Higravstinden, plus haut sommet des îles Lofoten.

## Réserves naturelles
- réserve naturelle des Laukvikøyene.
- Réserve naturelle de Seløya